# Anthony Welsh
Anthony Welsh, född 5 juli 1983 i London, är en brittisk skådespelare.
Welsh har bland annat medverkat i TV-serierna Flatshare och The Great. Han har även medverkat i filmen Bob Marley: One Love.

## Filmografi (i urval)
- 2013 – Blodsband
- 2019 – Pure (TV-serie)
- 2021 – The Great (TV-serie)
- 2023 – Flatshare (TV-serie)
- 2024 – Bob Marley: One Love